# Jönköpings rådhus

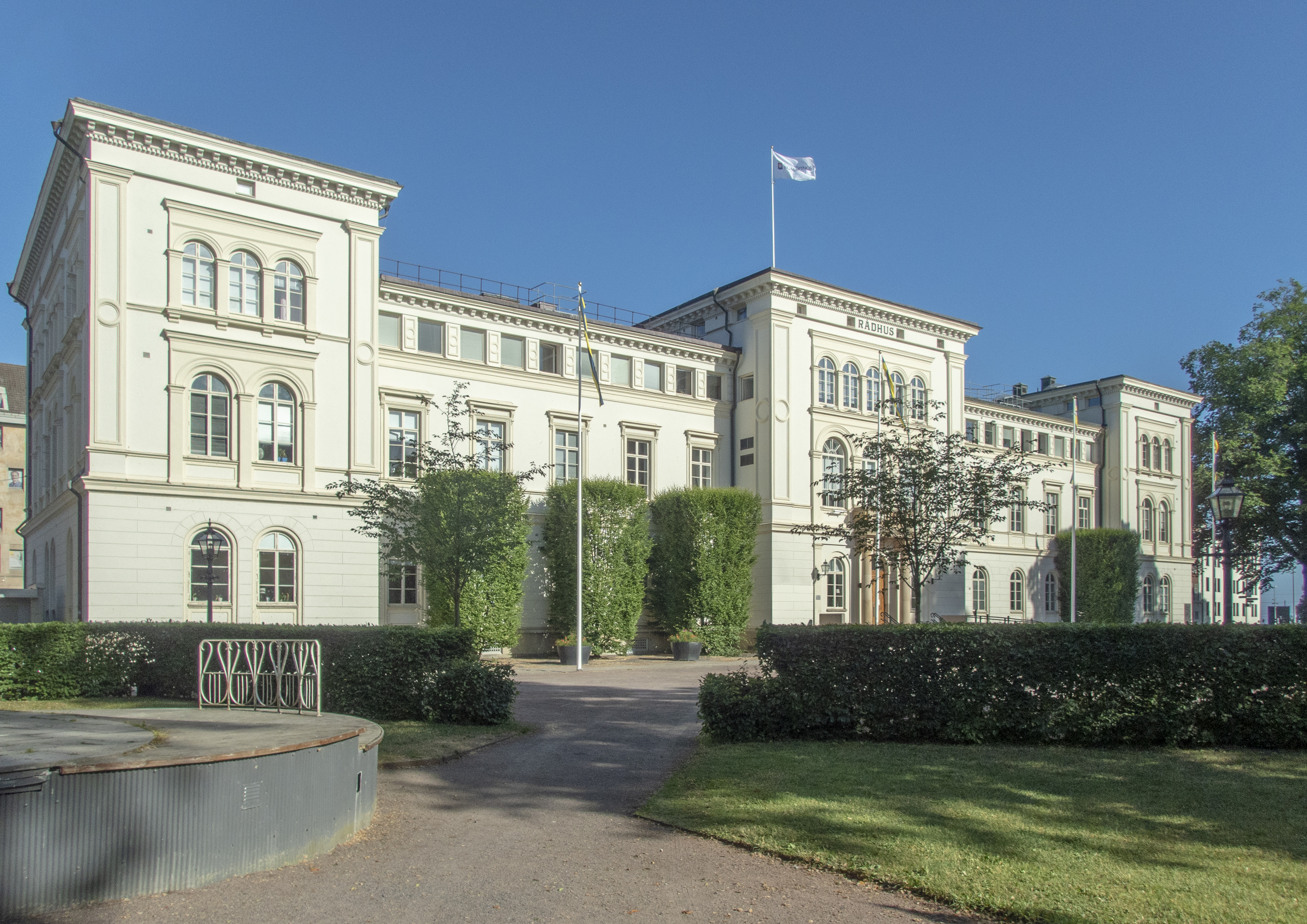
Jönköpings rådhus.

Jönköpings rådhus är en byggnad på Väster i Jönköping, som inrymmer Jönköpings kommuns centrala förvaltning.
Byggnaden ritades av arkitekten Fridolf Wijnbladh i nyrenässans och uppfördes 1864–1867. Den användes som Högre allmänna läroverket för gossar i Jönköping (numera Per Brahegymnasiet) till 1913, varefter den byggdes om till rådhus enligt stadsarkitekt August Atterströms ritningar, och togs i bruk i november 1914. År 1940 skedde en ombyggnad under Göran Paulis ledning. Parken vid rådhuset kallas Rådhusparken.

## Rådhusparken

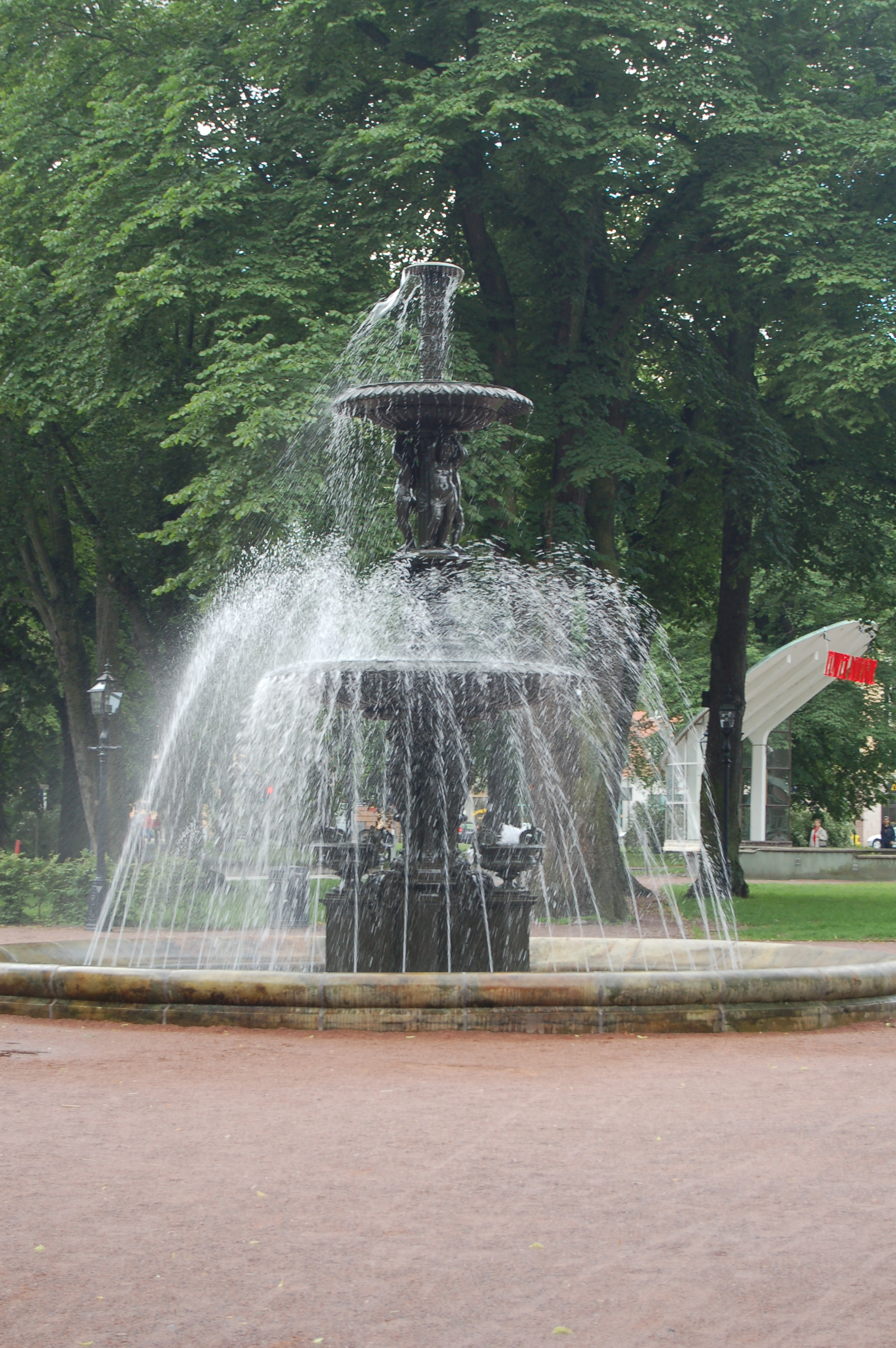
Springbrunn i Rådhusparken, 1866, Fredrik Wilhelm Scholander och Wilhelm Hoffman (1844–1901).
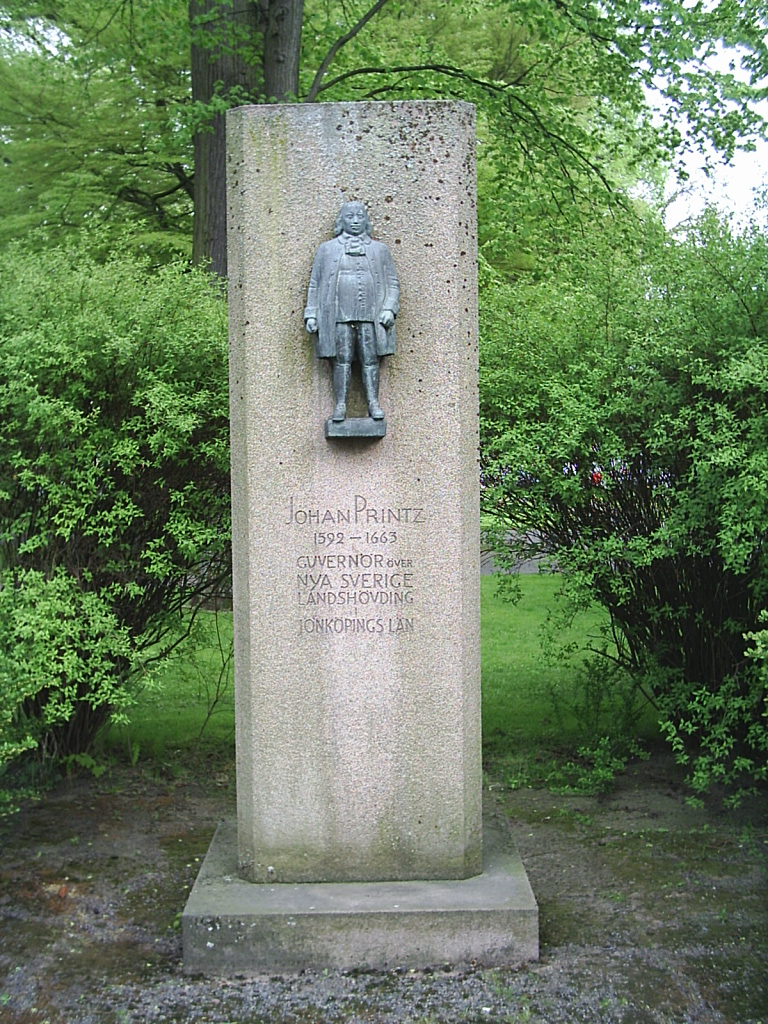
Axel Wallenbergs staty av Johan Printz i Rådhusparken, 1965.